# Operator różniczkowy
Operator różniczkowy – operator określony na przestrzeni funkcji różniczkowalnych, definiujący proces tworzenia z danej funkcji nowej funkcji za pomocą operacji różniczkowania. Operatorem różniczkowym może być na przykład operator, który tworzy nową funkcję, będącą sumą pierwszej i drugiej pochodnej danej funkcji (patrz: Przykład poniżej).
Dziedziną operatora nazywa się zbiór wszystkich funkcji, na których określony jest dany operator. Przy tym mogą to być funkcje jednej lub wielu zmiennych, funkcje skalarne, wektorowe i ogólnie – funkcje tensorowe.

## Definicja
Rozważmy przestrzeń funkcji {\displaystyle f:U\to \mathbb {R} ^{m},} klasy {\displaystyle {\mathcal {C}}^{N},} gdzie {\displaystyle U\subseteq \mathbb {R} ^{n}} jest zbiorem otwartym. Wówczas operatorem różniczkowym rzędu {\displaystyle N} określonym na tej przestrzeni nazwiemy operator liniowy
{\displaystyle P(x)=\sum _{|\alpha |\leqslant N}c_{\alpha }(x)D^{\alpha },}
gdzie {\displaystyle \alpha =(\alpha _{1},\dots ,\alpha _{n})} jest wielowskaźnikiem, a {\displaystyle c_{\alpha }:U\to \mathbb {R} } są pewnymi funkcjami. Przez {\displaystyle D^{\alpha }} rozumie się operatory pochodnych cząstkowych dane przez
{\displaystyle D^{\alpha }={\frac {\partial ^{\alpha _{1}}}{\partial x_{1}}}\ldots {\frac {\partial ^{\alpha _{n}}}{\partial x_{n}}}.}

## Przykład
Operator różniczkowy {\displaystyle T\colon C^{2}((0,1),\mathbb {R} )\to C((0,1),\mathbb {R} )} dany jest wzorem:
{\displaystyle Tf={\frac {d^{2}f}{dx^{2}}}+{\frac {df}{dx}}.}
Funkcje, na które można działać operatorem {\displaystyle T,} muszą być klasy {\displaystyle C^{2},} tj. muszą to być funkcje różniczkowalne co najmniej dwukrotnie. Dziedziną operatora jest więc zbiór funkcji klasy {\displaystyle C^{2}.}
Np. działając operatorem {\displaystyle T} na funkcję
{\displaystyle f(x)=e^{-x}(x^{2}+x+1),}
otrzyma się
{\displaystyle Tf(x)=\left({\frac {d^{2}}{dx^{2}}}+{\frac {d}{dx}}\right)\left(e^{-x}(x^{2}+x+1)\right),}
czyli
{\displaystyle Tf(x)=e^{-x}(1-2x).}

## Własności operatora różniczkowego
Tw. 1 Operator różniczkowy jest operatorem liniowym, tj.
{\displaystyle T(f_{1}+f_{2})=T(f_{1})+T(f_{2}),}
{\displaystyle T(\alpha f)=\alpha \,T(f),}
gdzie:
{\displaystyle f_{1},f_{2}} – dane funkcje,
{\displaystyle \alpha } – stała liczba.
Tw. 2 Dowolny wielomian utworzony z operatora różniczkowego {\displaystyle T} też jest operatorem różniczkowym.

## Operator różniczkowy nabla

### Współrzędne kartezjańskie 3-wymiarowe
Operator nabla {\displaystyle \nabla } we współrzędnych kartezjańskich ma postać
{\displaystyle \nabla =\left({\frac {\partial }{\partial x}},{\frac {\partial }{\partial y}},{\frac {\partial }{\partial z}}\right)=\mathbf {i} {\frac {\partial }{\partial x}}+\mathbf {j} {\frac {\partial }{\partial y}}+\mathbf {k} {\frac {\partial }{\partial z}}.}
Wynik działania operatora nabla zależy od tego, na jaką funkcję działa i w jaki sposób:
- dywergencja – to operacja tworzona przy pomocy operatora {\displaystyle \nabla } mnożonego skalarnie przez funkcję wektorową {\displaystyle \mathbf {F} =[f_{1},f_{2},f_{3}]}; w wyniku powstaje funkcja skalarna
{\displaystyle {\text{div}}\,\mathbf {F} \equiv \nabla \cdot \mathbf {F} }
- gradient – to operacja tworzona przy pomocy operatora {\displaystyle \nabla } mnożonego przez funkcję skalarną; w wyniku powstaje funkcja wektorowa
{\displaystyle \operatorname {grad} (f)\equiv \nabla f}
- rotacja – to operacja tworzona przy pomocy operatora {\displaystyle \nabla } mnożonego wektorowo przez funkcję wektorową; w wyniku powstaje funkcja wektorowa
{\displaystyle \operatorname {rot} (\mathbf {F} )\equiv \nabla \times \mathbf {F} }

### Czterowymiarowa czasoprzestrzeń
Operator nabla zapisany w czterowymiarowej czasoprzestrzeni ma 4 współrzędne – analogicznie jak czterowektory czasoprzestrzeni
{\displaystyle \partial _{\mu }\equiv {\frac {\partial }{\partial x^{\mu }}}\equiv \left({\frac {1}{c}}{\frac {\partial }{\partial t}},\nabla \right).}
Operator nabla jest jednym z najpowszechniejszych operatorów różniczkowych fizyki: występuje np. w równaniach Maxwella (fundamentalne równania elektrodynamiki), w równaniu Schrödingera (fundamentalne równanie mechaniki kwantowej), w równaniu dyfuzji (fundamentalne równanie fizyki transportu). W postaci czterowymiarowej występuje w równaniach fizyki relatywistycznej, np. w równaniu Diraca mechaniki kwantowej, w równaniach Einsteina ogólnej teorii względności.

## Operatory utworzone z operatora nabla
- laplasjan – to iloczyn skalarny operatora nabla przez siebie
{\displaystyle \triangle \equiv \nabla ^{2}={\frac {\partial ^{2}}{\partial x^{2}}}+{\frac {\partial ^{2}}{\partial y^{2}}}+{\frac {\partial ^{2}}{\partial z^{2}}}}

- dalambercjan – to iloczyn skalarny operatora nabla 4-wymiarowego
{\displaystyle \square =\triangle -{\frac {1}{c^{2}}}{\frac {\partial ^{2}}{\partial t^{2}}}}
lub
{\displaystyle \partial _{\mu }\partial ^{\nu }=\Delta -{\frac {1}{c^{2}}}{\frac {\partial ^{2}}{\partial t^{2}}}}